# Bartakovics Béla
Kisapponyi Bartakovics Béla (Felsőelefánt, 1791. április 4. – Eger, 1873. május 30.) rozsnyói püspök, majd egri érsek. A Magyar Királyi Szent István-rend nagykeresztese, belső titkos tanácsos, Heves és Külső-Szolnok vármegye örökös főispánja. A Magyar Tudományos Akadémia tagja.

## Pályafutása
Bartakovics Ferenc 1805–1807-es országgyűlési követ fia. Gimnáziumi tanulmányai végeztével, 1806–1807 között mint növendékpap tanult a pozsonyi Emericanumban. 1808–1809-ben filozófiát hallgatott Nagyszombatban, 1810–től 1813-ig pedig teológus a bécsi Pázmáneumban. Az 1815. húsvéti ünnepek alatt pappá szentelték, ezt követően Sellyén és Muzslán káplánkodott. 1816 novemberében a nagyszombati érseki helynökséghez iktatóvá nevezték ki. 1820. május 16-ától Rudnay hercegprímás udvari káplánja, szentszéki jegyző, titoknok és oldalkanonok, egészen a prímás haláláig. 1836. augusztus 27-én szentelték esztergomi kanonokká, 1841. szeptember 13-án pedig nagyszombati érseki főhelyettessé nevezték ki, mely minőségben 1844. szeptember 22-éig működött.

### Püspöki pályafutása
1844. augusztus 22-én rozsnyói megyés püspökké nevezték ki. 1845. június 4-én foglalta el hivatalát. 1845-ben kijavíttatta a püspöki hivatal tűz által szerzett sérüléseit. Jelen volt az 1847–1848. évi országgyűlésen. 1848. szeptember 7-én leégett a szeminárium, hamarosan megújította. Támogatta a putnoki iskolát, anyagilag támogatta a tehetséges diákokat, árváknak iskolákat alapított és támogatta a rozsnyói szegényház létrejöttét.
1850. április 2-ától egri érsek, ugyanazon év november 27-étől belső titkos tanácsos. Kinevezése után is támogatta a rozsnyói Szent Vince nővérek kolostorát. A Magyar Tudományos Akadémia 1853. március 13-án választotta meg igazgató tagjának.
Halálakor Tárkányi Béla tartott fölötte emlékbeszédet a Szent István Társulat 1874. március 19-ei XXII. nagygyűlésén (Megjelent a Budapesti Közlöny 1874. 72–75. számában). Alsóelefánton temették el, ahol külön kriptát építettek neki. A kriptát 2001-ben az esztergom-budapesti és egri főegyházmegyék támogatásával felújították.

## Művei

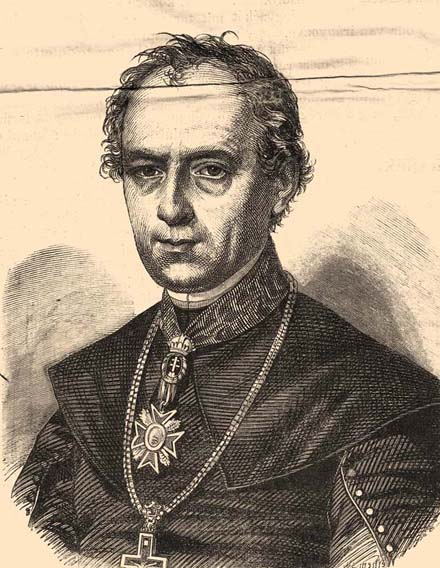
Bartakovics Béla, illusztráció a Vasárnapi Ujságban

- Dictio qua vener. clero vicarialis districtus Tirnaviensis die 27. martii 1845. Tirnaviae supremum sibi valedicenti respondit. Tirnaviae, (1845.)
- Egyházi beszéd, melyet püspöki székbe igtatása ünnepélyén a rozsnyói székesegyházban tartott. (Rozsnyó). 1845.
- Főpásztori levelek és szent beszédek. Eger, 1865.
- Brevis notitia historica archi-episcopatus Agriensis… (Egészen új átdolgozása a Brevis. notitia historica-nak, melyet Cselkó Károly apátfalvi plébános írt, s mely 1832-től az egri egyházmegyei névkönyvekben időnként kinyomatott.)

Nagy összegekkel segítette a Magyar Tudományos Akadémiát, a Szent István Társulatot, az Erdélyi Nemzeti Múzeumot. Több irodalmi művet adott ki saját költségén; így a többi közt Szabó István Homérosz-fordítását és Heves- és Külső-Szolnok vármegyéknek leírását 1868-ban; ebben Marastoni által kőre rajzolt arcképe is megjelent. A Szentírás Káldi György-féle magyar fordításának új átdolgozásával Tárkányi Bélát, az MTA levelező tagját bízta meg, és a munka az ő költségén jelent meg 1865-ben. Mikes Kelemen Törökországi leveleinek kéziratát 1867-ben ő vásárolta meg Toldy Ferenctől az egri érseki líceum könyvtára számára.
Az egri jogakadémiát megnyitó beszéde megjelent a Pesti Naplóban (1862. 178. sz.); az orvosok és természetvizsgálók Egerben tartott XIII. gyűlését megnyitó beszéde pedig a Munkálatok XIII. (1869) kötetében. Az egri főmegyei papság B. aranymiséjének ünnepére Emlékkönyvet adott ki Egerben 1865.